# Brad Stuver
 (avril 2024).
Si vous disposez d'ouvrages ou d'articles de référence ou si vous connaissez des sites web de qualité traitant du thème abordé ici, merci de compléter l'article en donnant les références utiles à sa vérifiabilité et en les liant à la section « Notes et références ».
Brad Stuver, né le 16 avril 1991 à Mayfield aux États-Unis, est un joueur américain de soccer. Il joue au poste de gardien de but à l'Austin FC.

## Biographie

### Carrière en club
Après sa dernière saison universitaire, le gardien est invité au MLS Combine 2013. Il est le seul joueur de l'Horizon League à être sélectionné et l'un des sept gardiens de but universitaires à obtenir une place. Le 17 janvier 2013, Stuver est repêché au deuxième tour (32e au total) du SuperDraft 2013 de la MLS par l'Impact de Montréal. Il est le premier gardien de but choisi lors du repêchage,. Cependant, il n'est pas choisi par l'Impact, qui préfère garder Maxime Crépeau, comme troisième gardien de but,.
L'Américain est sélectionné par Crew de Columbus lors de la MLS Waiver Draft 2013. Il est choisi avec le quatrième choix général, et est l'un des deux seuls joueurs repêchés, avec Paolo DelPiccolo. Il a déjà fait trois apparitions avec l'équipe réserve de Columbus en MLS Reserve League en 2013.